# Innozenz Stangl
Innozenz Stangl   (Jesenwang, 11 de març de 1911 - Jesenwang, 23 de març de 1991) va ser un gimnasta artístic alemany que va competir en els anys previs i posteriors a la Segona Guerra Mundial.
El 1936 va prendre part en els Jocs Olímpics de Berlín, on disputà vuit proves del programa de gimnàstica. Guanyà la medalla d'or en la prova del concurs complet per equips, mentre en les proves individuals destaca la quarta posició aconseguida en la barra fixa. Durant la seva carrera esportiva guanyà un campionat nacional.
Després dels Jocs fou professor d'esports a Gdansk i Múnic, abans de servir com a operador de ràdio durant la Segona Guerra Mundial. Stangl era membre del NSDAP i la SA. El 1945 va ser fet presoner de guerra. Després d'escapar de Txecoslovàquia, va tornar a treballar com a professor d'esports.